# Rodolfo Luder
Rodolfo Luder (Büren Zum Hof, Berna; 6 de marzo de 1846 - Esperanza, Santa Fe; 30 de junio de 1930), también conocido como Rudolf Luder, fue un docente y director coral suizo-argentino. Se destacó en la promoción del canto coral en Argentina y por su labor docente en varias colonias de inmigrantes suizos y alemanes en el país. Su trabajo contribuyó significativamente a preservar las tradiciones culturales de estas comunidades en el siglo XIX y principios del siglo XX.

## Biografía
Rodolfo Luder nació en Büren Zum Hof, cantón de Berna, Suiza, en 1846, hijo de Daniel Luder y Elizabeth Lehner. Migró a Argentina en 1869 y se estableció en la ciudad de Esperanza, en la provincia de Santa Fe, una de las primeras colonias agrícolas del país. En 1875 contrajo matrimonio con María Insinger, con quien tuvo diez hijos. María era nieta de Peter Zimmermann, el primer colono fallecido en Esperanza.

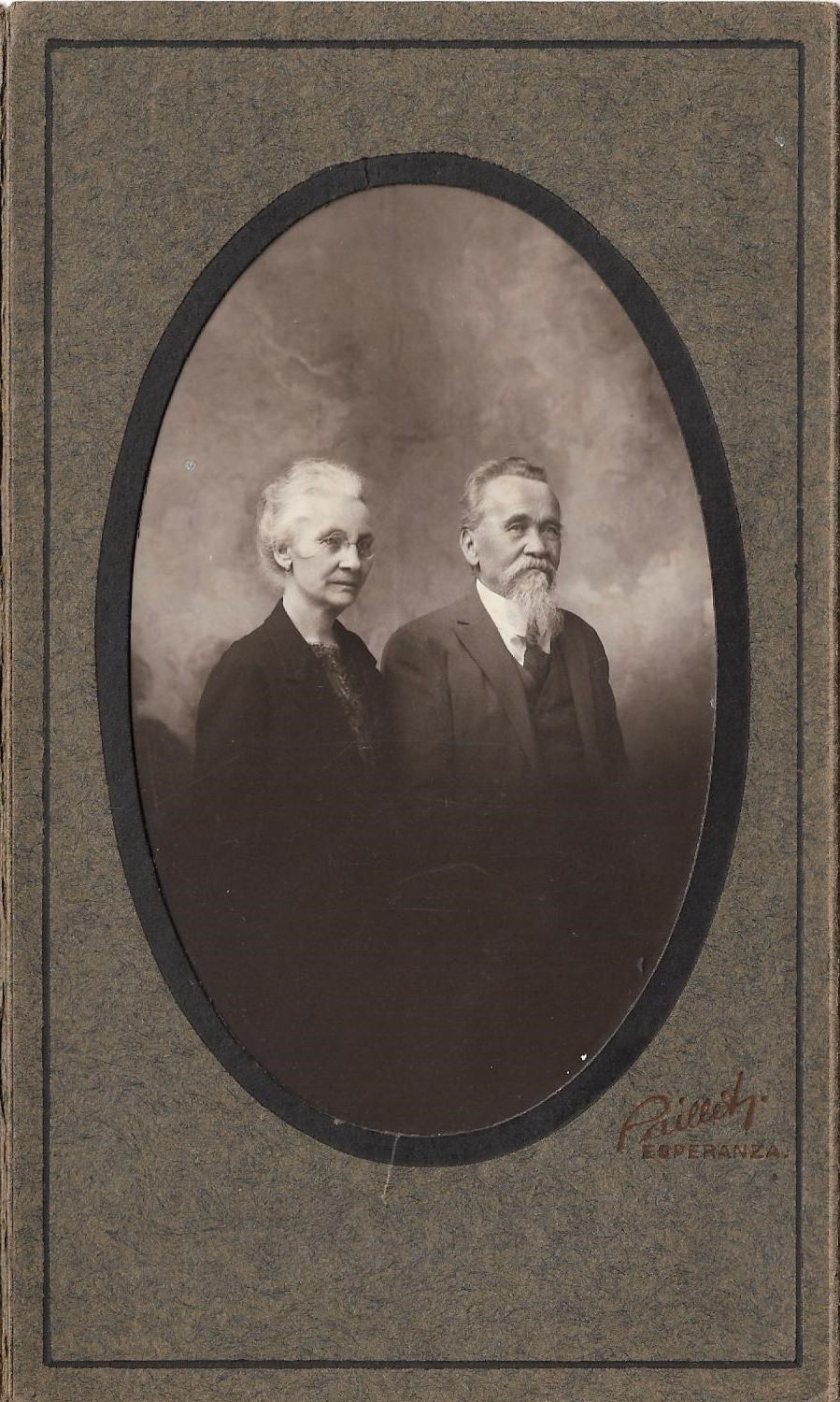
Boda de oro de Rodolfo Luder y María Insinger. Mayo de 1925.

## Contribución al desarrollo coral en Esperanza
El 13 de julio de 1870, fue uno de los socios fundadores de la Sociedad de Canto Männer Gesangverein y entre 1870 y 1872 fue su primer director coral. Este coro, uno de los más antiguos de Latinoamérica, desempeñó un papel central en la vida cultural de la comunidad, fomentando el canto coral como expresión artística y como medio de cohesión social. Su primera presentación tuvo lugar en la entonces "Fonda de Ronchetti", actual Hotel Mayo de Esperanza. Posteriormente, ejerció la presidencia de la Comisión Directiva de la Sociedad de Canto entre 1879 y 1880, y retomó la dirección del coro en cuatro períodos adicionales: entre 1880 y 1881, entre 1890 y 1891, entre 1901 y 1903 y, finalmente, en 1920, fue designado socio honorario de la institución en reconocimiento a su extensa trayectoria y contribución al desarrollo coral en la región. A lo largo de su liderazgo en la Sociedad de Canto, contribuyó a consolidar la tradición coral en la región, dejando un legado que persiste en la actualidad.

## Carrera docente y aportes a otras colonias
Ejerció como docente durante más de cinco décadas, enseñando en alemán, francés y castellano. Fue maestro en varias colonias agrícolas, destacándose su trabajo en la Escuela Alemana de San Carlos entre 1873 y 1874, donde además de ser docente, fue nombrado bibliotecario en 1873. Durante este período, también fue director de la sociedad coral de la escuela, la cual actuó hasta 1874 bajo su dirección y que dio origen a la Sociedad de Canto Harmonie Gesangverein. Además, integró la comisión directiva de la Sociedad de Tiro Suizo de la colonia San Carlos en 1874, demostrando su involucramiento en la vida social y cultural de la comunidad. También contribuyó a la formación de grupos corales en otras comunidades, como en Isla Verde, donde enseñó en la Escuela Alemana Artagaveytia. También tuvo un impacto cultural en San Jerónimo Norte, Humboldt y Baradero, colaborando en la creación y fortalecimiento de sociedades corales en estas localidades.

## Homenajes y reconocimientos
2002: La ciudad de Esperanza inauguró la "Explanada de la Música Rodolfo Luder" en el Parque Nacional de la Agricultura de Esperanza, un espacio dedicado a su legado cultural.
2020: Durante la conmemoración del 150.º aniversario de la Sociedad de Canto Männer Gesangverein, se le rindió homenaje con la inauguración de un cenotafio en el Cementerio Municipal de Esperanza.
Su legado también está reflejado en una placa conmemorativa en la "Fonda de Ronchetti", actual Hotel Mayo de Esperanza, lugar de la primera actuación del coro de la Sociedad de Canto en 1870 bajo su dirección.